# Черников, Василий Михайлович
Васи́лий Миха́йлович Че́рников (1750-е годы — 4 [15] октября 1790 года, Париж) — русский актёр драмы и певец оперы (бас), один из первых русских профессиональных театральных артистов. Муж певицы и драматической актрисы П. П. Черниковой. Отец певицы и драматической актрисы С. В. Самойловой. Один из положивших начало актёрской династии Самойловых.

## Биография
Годы жизни Василия Михайловича Черникова совпали с годами становления русского сценического искусства, когда ещё музыкальные и драматические спектакли не разделились, музыка сопровождала драматические постановки, и театральный репертуар состоял в основном из водевилей и опер-водевилей с танцами. Актёры XVIII века были исполнителями синтетических жанров, обладающими и музыкальными голосами, и умением танцевать, и декламировать драму.
Он пришёл на сцену при императрице Елизавете Петровне, сделавшей много для развития театрального искусства в России и подписавшей указ об учреждении государственных российских императорских театров.
Поначалу он работал в Москве.
С 1763 года произведён в гоф-фурьеры, — в одну из высших должностей штата придворных служителей («при высочайшем дворе»; чин IX класса), но не подразумевавшую дальнейшего чинопроизводства.
С мая 1771 года выступал в составе Русской придворной труппы в Петербурге (Вольный театр К. Книппера), где исполнял роли в комических операх и комедиях.
С 1789 года был инспектором петербургской оперной труппы (до 26 марта 1790 года).
Кроме того, В. М. Черников — автор русского перевода либретто оперы Д. Чимарозы «Два барона», которая была поставлена в Петербурге в 1790 году.
По мнению П. Сумарокова, Черников был человек, «одаренный от природы приятным голосом и ещё приятнейшею наружностью и непринужденностью в движениях», и использовал эти таланты «с одинаковым успехом, соединяя в игре своей, так сказать, искусство славящихся тогда на французском театре Дельпи и Фастье».
Автор статьи в Русском биографическом словаре (А. А. Половцова) В. Березкин пишет о нём: «Он отличался прекрасною наружностью и хорошим голосом. Так как в то время оперные артисты не были отделены от драматических, то он выступал и в качестве певца, и в качестве драматического артиста, и даже в качестве танцовщика. Вполне естественно, что при таком разнообразии амплуа он не мог развить своего дарования и ни в одной из этих областей искусства не дал ничего особенного и прошёл совершенно незамеченным в истории русского театрального искусства. А между тем при других условиях из него мог бы выработаться или прекрасный певец, или хороший комик. Главное его амплуа, как в опере, так и в драме — роли слуг (grande livrée), которые он исполнял хорошо, особенно в пьесах „Мельник“ (музыка Соколовского) и „Сбитенщик“, где „отменно к забаве зрителей талант свой проявлял“. На судьбе Черникова можно видеть, что положение артиста в то время было крайне незавидно: начальственный произвол царил над его личностью и судьбою безгранично. Благоугодно было начальству сделать из Черникова одновременно танцовщика, певца и драматического актёра, и оно сделало из него ничтожность, хотя по своим дарованиям он мог занять видное место среди лучших артистов того времени».
1-й исполнитель партии: Хвалимова («Санкт-Петербургский гостиный двор» М. А. Матинского, 1779);
1-й исполнитель в Петербурге: Фалалея («Счастье по жеребью» неизвестного композитора, 1779).
Другие партии: Степан («Сбитенщик», текст Я. Б. Княжнина, музыка А. Булландта, 1787), Фигаро («Севильский цирюльник, или Бесполезная предосторожность» Дж. Паизиелло), «Мельник — колдун, обманщик и сват» (музыка М. А. Соколовского, либретто А. О. Аблесимова).
Партнёры по сцене: его жена П. П. Черникова, братья Волковы, Г. Г. Волков, К. И. Гамбуров, Голубева, Е. Заводина, Е. А. Зубова, А. М. Крутицкий, А. М. Михайлова, Х. Ф. Рахманова, Е. С. Сандунова, С. П. Соколов, Н. Суслов, Я. Д. Шумский.
Согласно словарю А. М. Пружанского — артист скончался 4 (15) октября 1790 года в Париже.